# NGC 2573
NGC 2573 је спирална галаксија у сазвежђу Октант која се налази на NGC листи објеката дубоког неба.
Деклинација објекта је - 89° 20' 3" а ректасцензија 1h 41m 53,2s. Привидна величина (магнитуда) објекта NGC 2573 износи 13,4 а фотографска магнитуда 14,1. NGC 2573 је још познат и под ознакама ESO 1-1, IRAS 02425-8934, Polarissima australis, PGC 6249.